# Oscar Austin
Die USS Oscar Austin (DDG-79) ist ein Zerstörer der Arleigh-Burke-Klasse.

## Geschichte
Die Oscar Austin wurde 1994 in Auftrag gegeben und im Oktober 1997 bei Bath Iron Works auf Kiel gelegt. Nach einer Bauzeit von 13 Monaten lief der Zerstörer vom Stapel und wurde 2000 bei der United States Navy in Dienst gestellt. Das Schiff ist benannt nach Oscar P. Austin, einem Private First Class des United States Marine Corps, der im Vietnamkrieg gefallen ist und dem posthum die Medal of Honor verliehen wurde.
Da das Schiff das erste des stark modifizierten Bauloses Flight IIA innerhalb der Arleigh-Burke-Klasse ist, wird selten auch von der Oscar-Austin-Klasse gesprochen. Die Modifikation beinhaltet unter anderem das Hinzufügen eines Hangars für zwei Helikopter.
Ihre erste Einsatzfahrt absolvierte die Oscar Austin 2002/2003, wobei sie an den ersten Angriffen auf den Irak im Rahmen der Operation Iraqi Freedom beteiligt war. 2004 besuchte der Zerstörer im Juni Kiel, wo sie im Tirpitzhafen vor Anker ging. Von September 2005 bis März 2006 absolvierte das Schiff eine weitere Fahrt in den Persischen Golf. 2007 verlegte das Schiff wieder in die Gewässer des mittleren Ostens, um dort die Schifffahrt etwa vor Piratenübergriffen zu schützen. Den Kampfverband führte der Träger Harry S. Truman an.
2009 nahm der Zerstörer an der Übung UNITAS teil, während der die Oscar Austin an der Versenkung des Zielschiffs Conolly beteiligt war. 2010 folgte eine weitere Verlegung an der Seite der Truman. 2014 hatte sie zusammen mit der Mount Whitney zur Kieler Woche einen erneuten Besuch in Kiel und zuletzt Ende September 2017 den Marinestützpunkt Eckernförde.
Nachdem am 4. Februar 2023 ein chinesischer Beobachtungsballon nahe Myrtle Beach in South Carolina abgeschossen wurde, war das Schiff an der Suchaktion der Trümmer beteiligt.
Im Oktober 2024 verlegte das Schiff von seinem bisherigen Heimathafen Norfolk auf seine neue Basis Rota.